# Sami de Lule
El sami de Lule (julevsámegiella) és una llengua sami de la subfamília ugrofinesa parlada a la Lapònia al voltant del riu Lule (Suècia) i al nord del comtat de Nordland (Noruega), especialment al municipi de Divtasvuodna, on el sami de Lule és oficial.
S'escriu en l'alfabet llatí i és parlat per unes 2.000 persones. El 1983 es feu un estàndard de la llengua, que ha estat cultivada amb molt d'èxit. S'ha informat que el nombre de parlants nadius està en fort descens entre les generacions més joves.